# Ari Behn
Ari Mikael Behn (rodným jménem Bjørshol; 30. září 1972, Århus – 25. prosince 2019, Lommedalen) byl norský spisovatel a malíř. V letech 2002-2017 byl manželem norské princezny Märthy Louise, s níž má tři dcery. V roce 2019 spáchal sebevraždu.
Jeho literární debut z roku 1999, sbírka povídek nazvaná Trist som faen (Smutný jako peklo), zaznamenal velký úspěch, prodalo se ho 100 000 výtisků. Poté se v roce 2002 stal celebritou díky svatbě s princeznou. O této svatbě, spolu s Martou Louisou, také vydal knihu nazvanou Fra hjerte til hjerte (Od srdce k srdci). Nepřijal ovšem žádný šlechtický titul a zůstal soukromým občanem. Pokračoval v literární činnosti a vydal dalších šest prozaických knih. Od roku 2013 až do své smrti též působil jako výtvarný umělec, maloval v neoexpresionistické tradici.
Provázely ho ovšem četné skandály. V médiích se například objevily videozáběry z Las Vegas, na nichž mezi prostitutkami šňupal kokain. Vyhlásil také "krevní mstu" jednomu časopisu za nelichotivé články o něm. V roce 2001 vyzval kritika Kjetila Rolnesse na souboj pistolí nebo mečem. Známé je též jeho vyjádření, že ho na koncertu k předávání Nobelových cen za mír osahával americký herec Kevin Spacey. Ačkoli Behn sám uvedl, že tím nebyl pohoršen a "považoval to za kompliment", zpravodajství o věci se v USA dostalo do jiného kontextu a sloužilo k útokům na Spaceyho. Behnova sebevražda patrně souvisela se závislostí na alkoholu a psychickými problémy. O nich pojednává i jeho poslední román Inferno.
V roce 1996 si změnil jméno, když přijal dívčí příjmení své matky.